# 社交演绎游戏

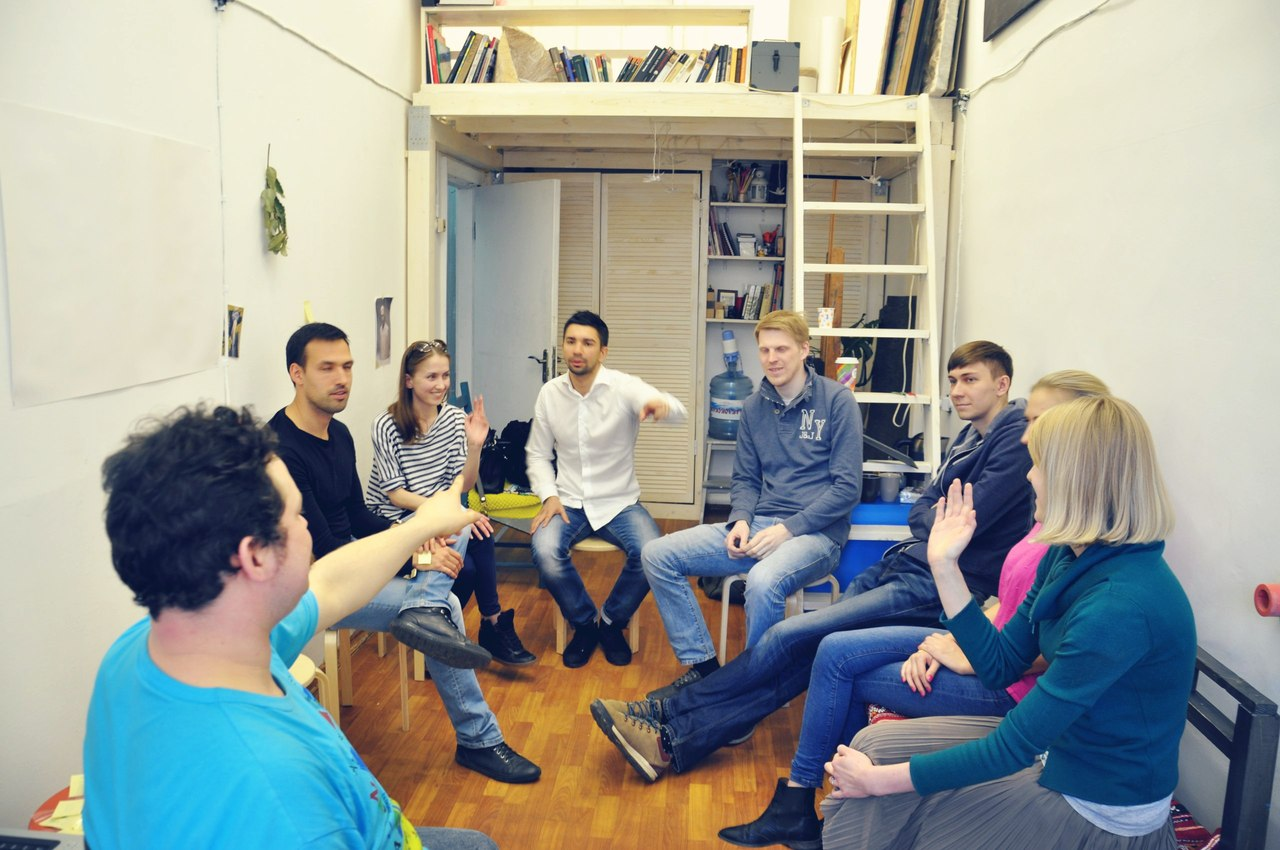
社交演绎游戏

社交演绎游戏是指玩家面對面開展的一種遊戲。玩家在這種遊戲中要扮演特定的角色，但是在遊戲開頭，玩家要先隱藏自己的角色身份，所有玩家要通過演绎推理來猜測其他玩家的身份。每個玩家為了不讓自己的身份被戳穿，也可以通過各種手段迷惑別人。  杀手和抵抗组织等都是社交演繹遊戲。許多社交演绎游戏還被改编成电子游戏。